# 古屋幸一
古屋 幸一（ふるや こういち、1974年 - ）は日本の撮影監督、DIT。日本撮影監督協会（J.S.C.）所属。福岡県福岡市出身。撮影機材運営や撮影業務全般を行う合同会社FOO（フー）を運営。2014年4月より1年間文化庁海外芸術家派遣制度にて米国ロサンゼルスを中心に研修に参加した。

## 略歴
- 慶應義塾大学総合政策学部を卒業後、電通九州に約7年間の勤務の後、撮影助手として活動。主に高間賢治に師事。
- 映画、ドラマ、CM、プロモーションビデオ、企業VPなどのアシスタント、Bカメラを担当したのち、映画、Vシネマ、ミュージックビデオ、企業VP、番組などの撮影を担当。インディペンデント映画にも積極的に参加している。

## 撮影監督作品
- 「瞼の転校生」（2024年）藤田直哉監督
- 「飛べない天使」（2023年）堀井あやか監督
- 「LONESOME VACATION」（2023年）下社敦郎監督
- 「彼を信じていた十三日間」（2022年）黒沢清監督　Amazon Prime配信作品
- 「北風だったり、太陽だったり」（2022年,35min）森岡龍監督　16mm撮影
- 「モジャ」（2022年,29min）宇賀那健一監督
- 「あなたの微笑み」（2022年,103min）リム・カーウァイ監督
- 「夢見るペトロ」（2022年,32min）田中さくら監督　16mm撮影 2022田辺弁慶映画際コンペ
- 「あなたの微笑み」（2022年,103min）リム・カーウァイ監督　イメージフォーラム上映
- 「リング・ワンダリング」（2022年,103min）金子雅和監督　東京、インドゴア映画祭（グランプリ・作品賞）
- 「遠くへ行きたいわ」（2022年,32min）団塚唯我監督　VIPO2021作品
- 「ぼくはぜろにみたない」（2021年,14min）外山文治監督
- 「COME AND GO」（2021年,158min）リム・カーウァイ監督　東京国際映画祭、大阪アジアン映画祭
- 「ウィール・オブ・フェイト～映画『無法松の一生』をめぐる数奇な運命～」山﨑エマ監督　ヴェネツイア映画祭
- 「転がるビー玉」（2020年,93min）宇賀那健一監督
- 「ふたり」（2019年） 根岸里紗監督
- 「猫かえる」（2019年,20min）今尾偲監督
- 「鼓動」（2019年,28min）品田誠監督
- 「魔女に焦がれて」（2019年）井上博貴監督
- 「午後の悪魔」（ 2018年,15min）中村真夕監督作品。 2018ショートショートフィルムフェスティバル出品。
- 「糸（いと）」（2017年） 荻野欣士郎監督
- 「三つの朝」（2017年,30min） 根岸 里紗監督
- 「ポルトの恋人たち 時の記憶」（2018年,139min）船橋淳監督
- 「Mr.Long ミスター・ロン」（2017年,129min)SABU監督作品。2017年ベルリン映画祭コンペティション選出。
- 「Carton Moon」（2016年）二階健監督
- 「ハピネス」（2018年）SABU監督。プサン映画際
- 「Dirty Clothes」（2016年）元𠮷烈 監督。カンヌ映画祭短編部門。
- 「ひかりをあててしぼる」（2016年）坂牧良太監督
- 「ちょき」（2016年,90min）金井純一監督。
- 「THE HYBRID 鵺の仔」（2015年,83min）羽野暢・倉谷宣緒監督
- 「ザ・ワールドオブ体育館」（2014年6月WEB公開）勝又悠監督
- 「無意識都市」（2014年）石原弘之監督
- 「禁忌」（2014年,73min）和島香太郎監督
- 「いつかの、玄関たちと、」（2014年,85min）勝又悠監督
- 「月が綺麗ですね」（2013年）勝又悠監督
- 「大風呂屋エイジ　河津桜よ永遠に」（2013年）川原康臣監督。沖縄国際映画祭地方映画部門。
- 「桜並木の満開の下に」（2013年,119min）劇場公開。船橋淳監督。2012年釜山国際映画祭ACF選考作品。2013年ベルリン映画祭フォーラム部門。カンヌ映画祭マーケット上映。
- 「逢う時は他人, 45min」（2013年）小林政広監督。チョンジュ映画祭デジタルプロジェクト作。ロカルノ映画祭
- 「あの夏のたばこ」（2013年）荒井犬太郎監督
- 「思惑」（2012年）川邉崇広監督
- 「傷」（2012年）ニューシネマワークショップ。谷口正晃監督作品。
- 「チロの飼い主」（2012年）ニューシネマワークショップ。谷口正晃監督作品。
- 「秀雄さん」（2012年）ニューシネマワークショップ。谷口正晃監督作品。
- 「ヒロミとアサコ」（2012年）ニューシネマワークショップ。冨樫森監督作品。
- 「高山巡査が行く」（2012年）ニューシネマワークショップ。冨樫森監督作品。
- 「けっこう仮面　新生（リボーン）」（2012年,63min）劇場公開。Vシネマ。笠木望監督
- 「何かが壁を越えてくる」（2012年,35min）榎本憲男監督。2012年東京国際映画祭日本映画ある視点部門出品
- 「恋する私のベーカリー」（2012年）CS、LISMO連続ドラマ。佐々木詳太監督。
- 「東京スピーシーズ」（2012年,70min）Vシネマ。笠木望監督
- 「ニュータウンの青春」（2011年,95min）森岡龍監督。PFF2011エンタテインメント賞(ホリプロ賞)。2011年釜山国際映画祭「The Window on Asian Cinema」 部門出品
- 「ネ申アイドル総選挙バトル」（2011年,70min）Vシネマ。白石晃士監督
- 「見えないほどの遠くの空を」（2011年,99min）榎本憲男監督。第27回ワルシャワ映画祭フリー・スピリット・コンペティション部門
- 「超・悪人」（2011年,90min）白石晃士監督
- 「Oh!マイブラザー 誰の心に届く…」（2011年,69min）Vシネマ。長尾久美子監督
- 「超・暴力人間」（2011年,30min）白石晃士監督
- 「インキュバス」（2010年,98min）Vシネマ。笠木望監督
- 「ひょうたんから粉」（2009年）上原三由樹監督。伊参スタジオ映画祭シナリオ大賞2008 短編の部大賞受賞作
- 「金糸雀は唄を忘れた」（2008年）赤羽健太郎監督。伊参スタジオ映画祭シナリオ大賞2007 短編の部大賞受賞作

## ミュージックビデオ撮影作品
- 「まる。」曽我部恵一（2023年）曽我部恵一監督
- 「ワンルーム」にしな（2023年）常間地裕監督
- 「Actually」乃木坂４６（2022年）黒沢清監督
- 「Show Me How」Maika Loubté（ 2021年）中野道監督
- 「笑い話」映秀（ 2021年）団塚唯我監督
- 「夜明けをさがして」キイチビール＆ザ・ホーリーテッツ（ 2019年）根岸里紗監督
- 「風の声を聴きながら」三月のパンタシア（ 2018年）金井純一監督
- 「セーラー服と機関銃」橋本環奈（2016年）前田弘二監督
- 「バカばっかり」曽我部恵一（2013年）川原康臣監督
- 「Ready」PrizmaX（2013年）
- 「君のコト守りたい！」Doll☆Elements（2013年）
- 「君のハートに解き放つ！」Doll☆Elements（2013年）
- 「Prey Shadow」vistlip （2013年）
- 「Chopsticks!!Feat.MIKU a.k.a tomboy」ジェニー・ブランチ（2013年）
- 「Prom lady feat.JOYSTICKK 」Lindy（2011年）
- 「夏祭り」azusa（2012年）※演出、編集兼
- 「告白」「CHECK MY SOUL」azusa（2011年）
- 「夢ノート」「真夏のフォトグラフ」「君のままで」「i love」azusa（2011年）※共同撮影
- 「にじ」つるの剛士（2011年）※共同撮影
- 「真夜中にヒトツ」G-YUN（2011年）
- 「プラスちっく☆スター」Negicco（2011年）
- 「春よ来い」YOKO（2010年）
- 「TRES MARIAS」TOYONO（2009年）※演出兼
- 「EL DOLADO」聖飢魔II（2009年）　笠木望監督
- 「ROAD」D-51（2009年）

## Bカメラ・DIT担当作品
- 「PLAN75」（2022年）早川千絵監督　DIT・Bカメラ
- 「シュシュシュの娘」（2021年）入江悠監督
- 「プリズナーズ・オブ・ゴーストランド（2021年）」園子温監督。応援
- 「惡の華」（2019年）井口昇監督。Bカメラ応援
- 「ねことじいちゃん」(2019年）岩合光昭監督。DIT・Bカメラ
- 「海辺のリア」（2017年）小林政広監督
- 「惑う」(2016年)林弘樹監督。16mmfilm撮影
- 「Crow's Blood」(2016年)Darren Lynn Bousman監督。Bカメラオペレータ
- 「ドラマ 東京裁判」(2016年)NHK特別番組、日本パートカメラオペレータ
- 「大奥〜永遠〜［右衛門佐・綱吉篇］」（2012年）金子文紀監督作品。DIT・Bカメラ
- 「シェアハウス」（2011年）喜多一郎監督
- 「アザミ嬢のララバイ」（2011年TV）犬童一心監督ほかオムニバス。
- 「死にゆく妻との旅路」（2011年）塙幸成監督
- 「受験のシンデレラ」（2007年）和田秀樹監督

## FOO機材協力作品
- 映画「猫と塩、または砂糖」（2022年）小松孝監督
- MV「あいみょん　双葉」（2022年）16mmfilm撮影
- MV「Awich Link Up」（2022年）16mmfilm撮影
- 映画「惡の華」（2019年）井口昇監督
- 映画「ねことじいちゃん」（2019年）岩合光昭監督
- 映画「心に吹く風」（2017年）ユン・ソクホ監督
- 映画「ポンチョに夜明けの風はらませて」（2017年）廣原暁監督
- 映画「blank 13」（2017年）斎藤工監督
- 映画「天国はまだ遠い」（2015年）濱口竜介監督
- 映画「うみやまあいだ」（2014年）宮澤正明監督
- 映画「リトル・フォレスト」（2014年）森淳一監督
- 映画「ちょっとかわいいアイアンメイデン」（2014年）吉田浩太監督
- 映画「最近、妹のようすがちょっとおかしいんだが。」（2014年）青山裕企監督
- 映画「ジ、エクストリーム、スキヤキ」（2013年）前田司郎監督
- 映画「陽だまりの彼女」（2013年）三木孝浩監督
- 映画「馬車馬さんとビッグマウス」（2013年）吉田恵輔監督
- 映画「のどぼとけ（仮）」（2013年）深作健太監督
- 映画「王様とボク」（2012年）前田哲監督
- 映画「乳房」（2012年）西海謙一郎監督
- 映画「サンライズ・サンセット」（2012年）橋口亮輔監督
- 映画「映画 鈴木先生」（2012年）河合勇人監督
- 映画「幸福の彼方」（2012年）谷口正晃監督
- 映画「注文の多い料理店」（2012年）冨永昌敬監督

その他多数

## CM・企業VPほか作品
- アンリアレイジCM
- オニヅカタイガーCM
- ハウスDO「DO！する」編　CM
- SPALDING 「CYTEK」　CM
- ジズライザー　CM
- うなぎパイ「うなぎ体操」WEB用ムービー
- 中島美嘉「愛詩」PV　Bカメ　※DIT
- Panasonic ミニコテ WEB用ムービー、およびスチール
- 第一興商DAM CM ※DIT
- ネスレ　キットカット CM ※Bカメ
- 109シネマ IMAX販売促進用 VP
- 青森県白神山地ビジターセンター 4k大型映像　※DIT
- 帝京大学ホームページオープニングムービー
- いわき市石炭化石館「ほるる」販促用VP ※演出兼
- ブリヂストンシューズ 販促用VP
- CANON CINEMA EOSレンズカタログ用サンプル映像、画像撮影

- 各種ウエディングイメージムービー

その他多数

## 映画アシスタント参加作品
- 「姑獲鳥の夏」（2005年）実相寺昭雄監督
- 「雨の町」（2005年）田中誠監督
- 「鋼」（2006年）鈴木卓爾監督作
- 「神の左手悪魔の右手」（2006年）金子修介監督
- 「涙そうそう」（2006年）土井裕泰監督
- 「真木栗ノ穴」（2007年）深川栄洋監督
- 「東京タワー 〜オカンとボクと、時々、オトン〜」（2007年）松岡錠司監督
- 「春との旅」（2009年）小林政広監督
- 「プライド」（2009年）金子修介監督
- 「ジーン・ワルツ」（2010年）大谷健太郎監督